# 南通东站
南通东站位于中华人民共和国江苏省南通市通州区先锋街道花园村，是宁启铁路上的火车站，隶属上海铁路局新长车务段。车站于2008年随宁启铁路南通至南通段建成而通车，最初规划为南通市主要的物流中心，设有1条正线、2条到发线。车站货场占地面积9.9万平方米，设有2条货物线和1条牵出线:286，承担着南通市各大企业的大型货物和集装箱运输，主要发往新疆、昆明、广西及东北部分地区。
2014年底开工的宁启铁路二期工程自本站接轨引出，修建至启东吕四的单线铁路，2019年1月建成通车。本站在宁启铁路二期通车之后有望开通客运。2023年2月11日，南通东站开工。
南通地铁2号线在南通东站设站。未来的北沿江高铁在南通市区有可能经过南通东站。2018年南通市行政审批局批复铁路东站站前广场工程项目建议书，南通火车东站的站前广场面积为10万平方米，工程主要建设内容为地面道路、管线、公交及长途接驳停车场、出租车及社会车辆停车场、地下换乘通廊、地面铺装、绿化及附属设施等。